# Nobunaga Shimazaki

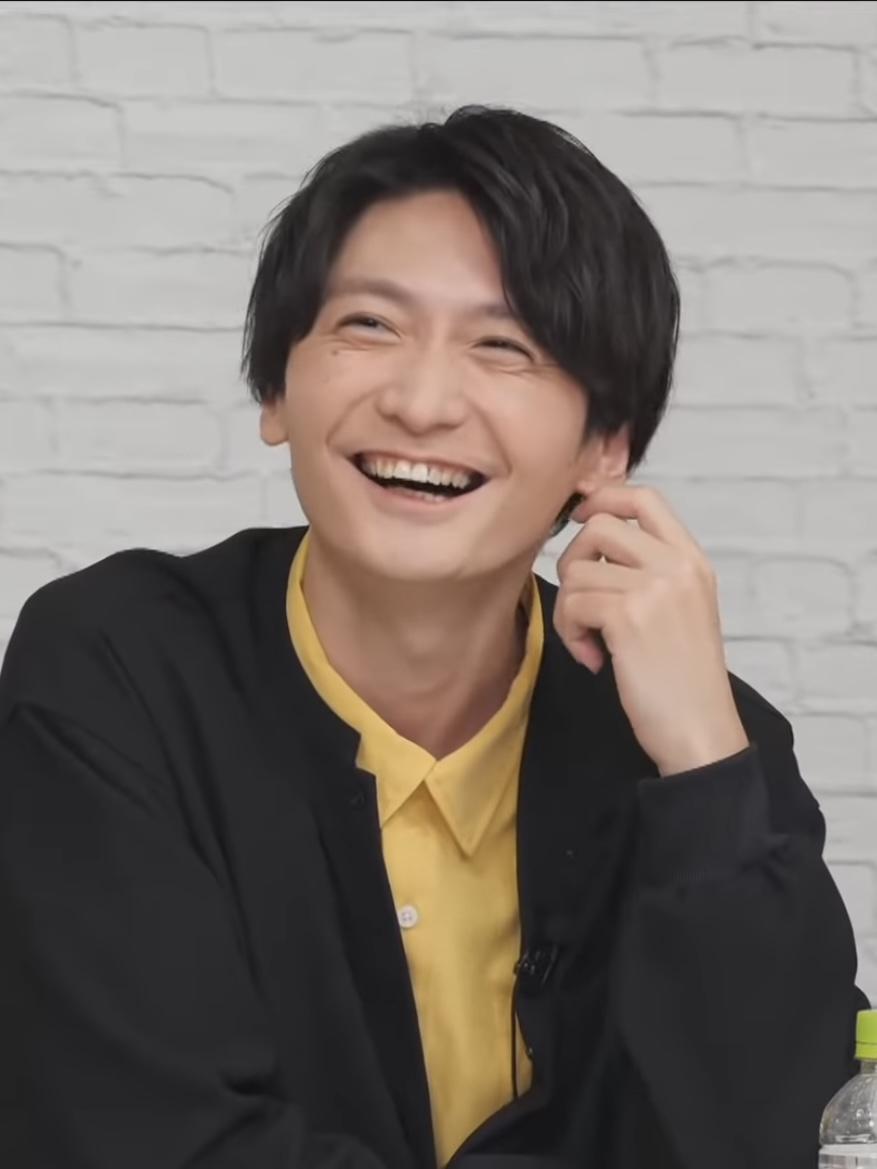
Nobunaga Shimazaki, 2022

Nobunaga Shimazaki (* 6. Dezember 1988 in Shiogama, Präfektur Miyagi) ist ein japanischer Synchronsprecher (Seiyū), der bei
der Agentur Aoni Production   unter Vertrag steht. Seine bekannteste Rolle ist die des Shidō Itsuka im Anime Date A Live

## Filmografie (Auswahl)

### Animes
- 2010–2012: Fate/Zero (1 Folge)
- 2010–2011: Nura – Herr der Yokai
- 2011: Shakugan no Shana
- 2012: Kuroko no Basuke
- 2012: Tari Tari
- 2012: Say „I Love You!“
- 2013–2014, 2019: Date A Live
- 2013: Photo Kano
- 2013–2018: Free!
- 2013–2016, seit 2019: Dia no Ace
- 2014: Glasslip
- 2014–2015: Parasyte – Kiseijuu
- 2014–2016: Barakamon
- 2015: My Love Story!! – Ore Monogatari
- 2015: Date A Live: Mayuri Judgement (Film)
- 2016: Your Name. – Gestern, heute und für immer
- 2016: Assassination Classroom (Staffel 2)
- 2016: Küss ihn, nicht mich!
- 2016: Mobile Suit Gundam: Iron Blooded Orphans (Staffel 2)
- 2016: Rainbow
- 2016: Servamp
- 2017: Scum’s Wish
- 2017: Die Walkinder – Children of the Whales
- 2017: Black Clover
- 2018: Grappler Baki
- 2018: Sword Art Online: Alicization
- 2018: To Aru Majutsu no Index
- 2019: Fruits Basket
- 2019: Kanata no Astra
- 2022: Heroines Run the Show
- 2024: Hokkaido Gals Are Super Adorable!

### Ausländische Filme
- 2018: Robert Sheehan in Mortal Engines: Krieg der Städte
- 2019: Keean Johnson in Alita: Battle Angel
- 2019: Hugh Grant in  Maurice